# Jan Treck
Jan Jansz. Treck (1606, Amsterdam, 25 septembre 1652) est un artiste peintre néerlandais, spécialisé dans les natures mortes, actif à Amsterdam pendant la période du Siècle d'or néerlandais.
Ses natures sont plus sobres que celles de ses contemporains, du point de vue du nombre de ses objets.

## Biographie
En 1623, Treck s'est formé pendant six mois auprès de Jan den Uyl, qui avait épousé sa sœur Geertruid en 1619. Son style montre aussi l'influence de Pieter Claesz et Willem Heda.
Il est très proche de son beau-frère et l'a aidé à vendre sa maison (sur Singel) en 1639. En 1640, il fournit de l'argent au marchand d'art [Hendrick Uylenburgh].
Son tableau le plus ancien signé et daté, date de 1641, après la mort de Den Uyl, et un tableau est réapparu avec les deux signatures, qui laisse à penser que Treck a peut-être fini les peintures de Den Uyl après sa mort.
En 1643 et 1644, Treck pris des cours auprès d'Abraham Jansz Begeyn (1637-1697) pour 4 florins par semaine, mais oublia de le payer. Après la mort de son ami Abraham, Treck acheta son équipement, peintures et chevalet.
Après la mort de Treck, son frère et sa sœur ont hérité d'une petite maison dans une allée de Singel à Spuistraat, meubles, vêtements, stocks, pièces de monnaie, bijoux, gravures et peintures.
En 1661 Simon Luttichuys a été invité à repeindre une Vanité faite par Treck.
Treck a influencé Pieter van Anraedt and Willem Kalf.

## Œuvre
- Nature morte, Vanité (1648), huile sur chêne, 91 × 78 cm, National Gallery, Londres
- Nature morte avec un pot en fer blanc et deux bols en porcelaine (1649), huile sur toile, 76 × 64 cm, National Gallery, Londres

"
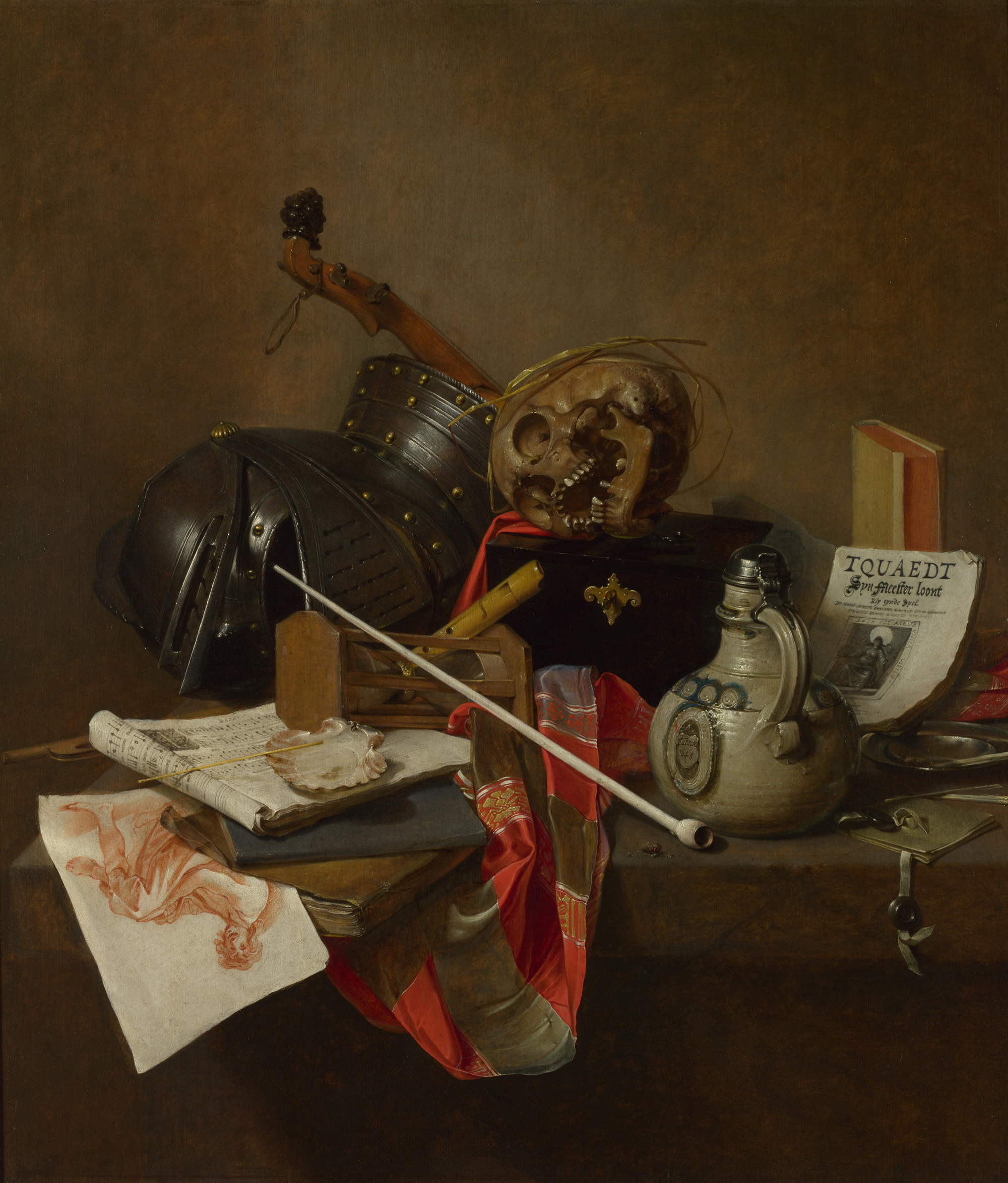
Vanité, 1648 National Gallery, Londres
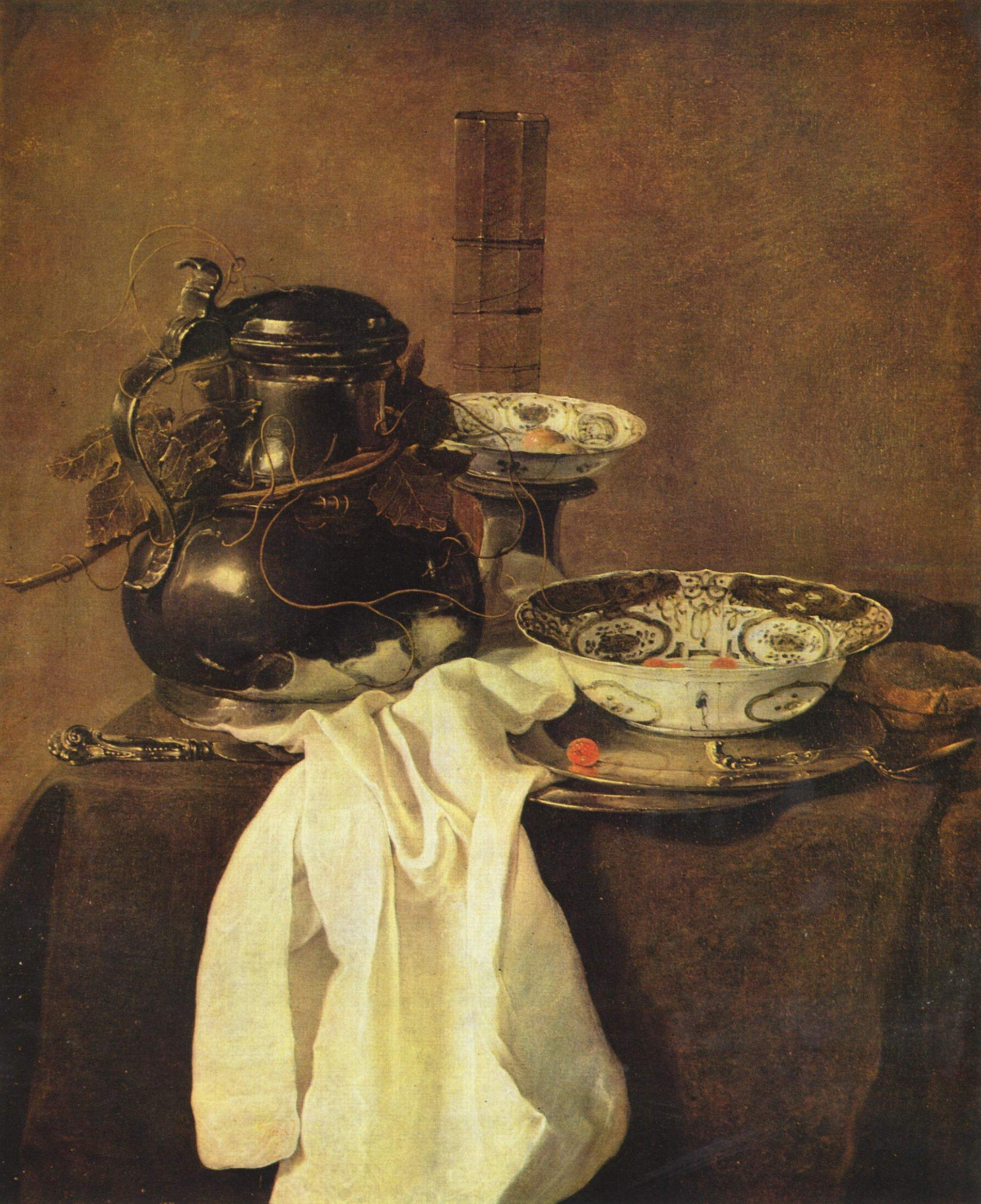
Pot en fer blanc, 1649 National Gallery, Londres